# Metrum
Metrum of (vers)maat (Grieks: μέτρον, maat) is de combinatie van beklemtoonde en onbeklemtoonde lettergrepen. De term wordt vooral in de muziek en de poëzie gebruikt. In de muziek spreekt men van maat, in de poëzie van versvoet of versmaat. Het is een belangrijke component binnen de traditionele metriek.

## Poëzie
Elk woord van meer dan één lettergreep en elke tekst bevat beklemtoonde en onbeklemtoonde lettergrepen. De beklemtoonde noemt men heffing, de onbeklemtoonde daling. Het metrum is het regelmatig afwisselen van heffingen en dalingen. Als dat goed is, komt dat ons aangenaam over. Het kan echter ook overdreven klinken, omdat het Nederlands van zichzelf niet zo metrisch wordt uitgesproken. 
In een syllabotonisch vers wordt het metrum bepaald doordat zowel het aantal lettergrepen (syllaben) als het aantal beklemtoonde lettergrepen (heffingen) vastligt. Nederlandse poëzie is doorgaans syllabotonisch. Van heffingspoëzie spreekt men wanneer per regel alleen het aantal beklemtoningen is vastgelegd. Een voorbeeld hiervan is de Oudgermaanse poëzie. Bij de laatste vorm kon dus het aantal lettergrepen per regel variëren, terwijl het aantal heffingen aan regels gebonden was. Bij syllabische poëzie ligt alleen het aantal lettergrepen per regel vast. Moderne poëzie houdt zich doorgaans niet aan deze vaste regels, en in dat geval spreekt men over het vrije vers.
Een lettergreep die buiten een metrum valt wordt extrametrisch genoemd. Meestal is dit de laatste en onbeklemtoonde lettergreep van een woord of zin.
Een vaste combinatie van heffingen en dalingen noemt men versvoet of kortweg voet. Men onderscheidt de volgende versvoeten. Heffingen worden aangegeven met een streepje of arsis (—), dalingen met een boogje of thesis ({\displaystyle \smile }).
- jambe ({\displaystyle \smile } —)
- trochee (trocheus) (— {\displaystyle \smile })
- spondee (spondeus) (— —)
- dibrach ({\displaystyle \smile } {\displaystyle \smile })
- anapest ({\displaystyle \smile \smile } —)
- dactylus (— {\displaystyle \smile \smile })
- amfibrachys ({\displaystyle \smile } — {\displaystyle \smile })

Versregels met een bepaald aantal versvoeten hebben soms een eigen naam:
- alexandrijn (heroïsch vers): een versregel met zes jamben
- hexameter: een versregel met zes gelijke versvoeten
- pentameter: een versregel met vijf gelijke versvoeten
- tetrameter: een versregel met vier gelijke versvoeten
- politikós

Van al deze vormen komen jambe en trochee het meeste voor in de moderne poëzie.

## Antimetrie
Een a-metrisch gedicht, dat met opzet onbeholpen aandoet wordt een knittelvers genoemd. Wijkt een gedicht van het metrum af, dan noemen we dat antimetrie.

## Metri causa
Aanpassingen in de uitspraak of schrijfwijze van een woord of zinsnede die dienen om dat woord of die zinsnede in het metrum te kunnen passen heten metri causa (omwille van het metrum). Bijvoorbeeld:
"'k Zag twee beren...": de samenvoeging van 'k met Zag tot "kZag" is metri causa.
"...Een schaap met wih-hitte voetjes...": de extra lettergreep "hih" is metri causa. Zie ook elisie en epenthesis.

## Ritme
Ritme is niet hetzelfde als metrum. Metrum heeft betrekking op een vast schema; het ritme van een gedicht kan veel vrijer zijn. Het ritme kan worden beïnvloed door verschillen in tempo, toonhoogte en sterkere of zwakkere accentuering van bepaalde lettergrepen, telkens gekoppeld aan de (veronderstelde) betekenis. Ook kunnen meerdere gedichten met hetzelfde metrum een verschillend ritme kennen. 
In de muziek geldt een soortgelijk onderscheid. Het metrum is de maatsoort, het ritme is de afwisseling van kortere en langere noten binnen deze maatsoort. Waar ritme dus gaat over wat daadwerkelijk 'klinkt', duidt het metrum op een verondersteld systeem daarachter.

## Griekse metra
Er bestond in de Griekse oudheid een verscheidenheid aan metra, zijnde :
- Saffische strofe
- Alcaeïsche strofe
- Asclepiadeus primus
- Asclepiadeus secundus
- Asclepiadeus tertius
- Asclepiadeus quartus
- Asclepiadeus quintus